# Miss Potter
Miss Potter es una película estadounidense-británica de 2006, dirigida por Chris Noonan y protagonizada por Renée Zellweger en el papel principal. El guion está basado en la vida de la escritora e ilustradora de libros infantiles Beatrix Potter.

## Sinopsis
Beatrix Potter (Renée Zellweger) es una chica soltera de familia acomodada, que de pequeña se inventa fábulas cuyos protagonistas son animales como conejos, ocas, etc. Su mayor ilusión es publicar uno de sus libros y así poder independizarse. Para ello cuenta con la ayuda de Norman Warne (Ewan McGregor), un editor por tradición familiar. Su cuento tiene éxito en las ventas y deciden publicar más historias que se leen en todo el Imperio británico. La relación con Norman es tan estrecha que llega a enamorarse de él, y juntos, después de una fiesta de Navidad, planean su matrimonio; sin embargo, los padres de Beatrix se interponen, pensando que Norman no es un buen candidato para ella. Por lo tanto, la obligan a pasar el verano con ellos en Lake District, para evaluar sus sentimientos. Si a su regreso aún ama a Norman, podrían contraer matrimonio.
Sin embargo, Norman enferma gravemente durante el verano y muere. Beatrix se siente desolada y sólo encuentra consuelo con la amistad de Millie (Emily Watson), la hermana de Norman. Poco después visita nuevamente Lake District y se encuentra con William Heelis (Lloyd Owen), un antiguo granjero que trabajaba para la familia Potter, que había comenzado a trabajar como abogado inmobiliario. Beatrix decide comprar un número de fincas en Lake District para evitar que sean demolidas por una industria vecina, y de esta manera transformarla en un área protegida. Pronto se enamora de Willie, con quien se casa.
El epílogo menciona que el legado de Beatrix no solo se compone de sus fábulas y sus personajes, sino también de la conservación de la fauna y flora a través del fideicomiso del Parque nacional del Distrito de los Lagos

## Reparto
- Renée Zellweger - Beatrix Potter
- Ewan McGregor - Norman Warne
- Emily Watson - Millie Warne
- Barbara Flynn - Helen Potter
- Bill Paterson - Rupert Potter
- Matyelok Gibbs - Señorita Wiggin
- Lloyd Owen - William Heelis
- Anton Lesser - Harold Warne
- David Bamber - Fruing Warne
- Phyllida Law - Señora Warne
- Patricia Kerrigan - Fiona
- Lucy Boynton - Joven Beatrix Potter
- Oliver Jenkins - Joven Bertram
- Justin McDonald - Joven William Heelis
- Judith Barker - Hilda

## Premios
- Premio Truly Moving Sound 2007
- Premio APRA Music : a Nigel Westlake

Nominaciones
- Premio Globo de Oro 2007 : a Renée Zellweger
- Premio Saturno  2007 : a Renée Zellweger
- Premio Young Artist Awards : a Lucy Boynton
- Premio World Soundtrack Award 2007 : a la mejor canción